# Partito Tradizionalista dei Lavoratori (Stati Uniti d'America)
Il Partito Tradizionalista dei Lavoratori (in inglese Traditionalist Worker Party) è stato un partito politico neonazista di estrema destra, attivo negli Stati Uniti tra il 2013 e il 2018, fondato da Matthew Heimbach, inizialmente con il nome di Traditionalist Youth Network. Il partito promuoveva ideologie razziste e di suprematismo bianco, e, come membro Fronte Nazionalista, ha preso parte a diverse proteste, manifestazioni e altri eventi locali. Nel 2015 è ufficialmente diventato un partito politico. Infine, nel 2018, fu annunciato dal Washington Post che il partito era stato sciolto dopo l'arresto per violenza domestica di Matthew Heimbach che, nel luglio 2021, annunciò di voler riformare il partito secondo le ideologie nazional-bolsceviche. Il Southern Poverty Law Center lo ha identificato come un pericoloso gruppo d'odio.

## Storia

### La fondazione
Nel gennaio 2015 Matthew Heimbach, leader del Traditionalist Youth Network, fondò il Partito Tradizionalista dei Lavoratori per partecipare alle elezioni del 2016. Il partito dichiarava di opporsi allo "sfruttamento economico, alla tirannia federale e alla degenerazione anticristiana" e si distingueva dagli altri partiti statunitensi di estrema destra per la sua strenua opposizione al capitalismo, per "denunciare gli interessi corporativi e il degrado ambientale, appoggiando i sindacati dei lavoratori e sostenendo la nazionalizzazione di industrie chiave", e per il suo appoggio a governi autoritari come quello di Kim Jong-Un e Bashar al-Assad.

### Il Fronte Nazionalista
Il 22 aprile 2016, il Partito Tradizionalista dei Lavoratori ha formato una coalizione con diverse altre organizzazioni di estrema destra, chiamata Alleanza Nazionalista Ariana e, successivamente, Fronte Nazionalista. Il suo obiettivo era quello di unire i gruppi suprematisti bianchi e neonazisti sotto un'unica bandiera. Alla coalizione si sono uniti il National Socialist Movement, la League of the South e il Vanguard America. Nel 2017 il gruppo organizzò un raduno di suprematisti bianchi a Pikeville, in Kentucky, che ha attirato centinaia di sostenitori.

### La dissoluzione
Il 13 marzo 2018 Heimbach è stato arrestato a Paoli, nell'Indiana, con l'accusa di percosse domestiche. In seguito a ciò, Matt Parrott, cofondatore del partito, ha chiuso tutti i siti web legati ad esso ed ha dichiarato di voler cancellare i dati degli iscritti, causando problemi di privacy. Parrott dichiarò chesenza Heimbach il partito non esisteva più, e che era necessario dissolverlo in quanto l'incidente ne aveva distrutto la credibilità. Inoltre, in seguito, venne alla luce che il partito aveva legami con l'Atomwaffen Division, una violenta rete terroristica neonazista collegata a 5 omicidi. Nonostante ciò, Heimbach espresse preoccupazione per il livello di estremismo e dell'Atomwaffen Division, dissociandosene completamente.

## Ideologia

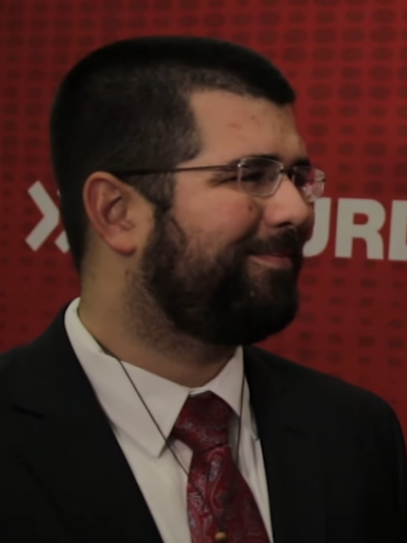
Foto di Matthew Heimbach, fondatore del partito

Il Partito Tradizionalista dei Lavoratori sosteneva ideologie razziste, come il suprematismo bianco e cristiano, e neonaziste. I due fondtori, Heimbach e Parrott, ammisero più volte di essere "etnonazionalisti dichiarati" , con l'obiettivo di creare uno stato bianco separato dagli Stati Uniti, rifiutando gli stato multietnici. Nello specifico, il gruppo promuove un'interpretazione suprematista bianca del cristianesimo, reclutando membri per combattere ciò che definisce "degenerazione anticristiana" e per sostenere cause come  la proibizione dell'aborto, le restrizioni all'immigrazione e la realizzazione di quelli che Heimbach definisce "progetti secessionisti pacifici". Il partito si proclamava inoltre "contro il modernismo, l'individualismo e il globalismo" e si identificava come un'organizzazione anticapitalista, anticomunista e soprattutto nazionalista. Infatti, nel 2016 Heimbach elogiò la Brexit come uno dei più grandi trionfi nazionalisti dal 1933, l'anno in cui in Germania prese il potere il Partito Nazionalsocialista Tedesco dei Lavoratori. Le ideologie del partito erano inoltre accompagnate da un forte uso della violenza, come si vide durante la manifestazione neonazista a Sacramento, nel 2016.